# Mijlpaal van Beek-Ubbergen
De Romeinse Mijlpaal van Beek-Ubbergen werd geplaatst tijdens de regering van keizer Trajanus (98-117) langs de Romeinse heerweg van Nijmegen naar Rindern en is in april 1628 gevonden aan de Waterstraat in Beek (gemeente Berg en Dal). Het fragment van de mijlpaal staat nu tentoongesteld in Museum Het Valkhof in Nijmegen.
Mijlpaal van Beek-Ubbergen · Mijlpalen van Eygelshoven · Mijlpaal van Monster · Mijlpalen van Rijswijk · Mijlpaal van Rimburg · Mijlpalen van het Wateringse Veld